# William Thomson (archevêque)
Pour les articles homonymes, voir William Thomson.
William Thomson (11 février 1819 – 25 décembre 1890) est un ecclésiastique anglican.
Il est évêque de Gloucester et Bristol de 1861 à 1862, puis archevêque d'York de 1862 à 1890.

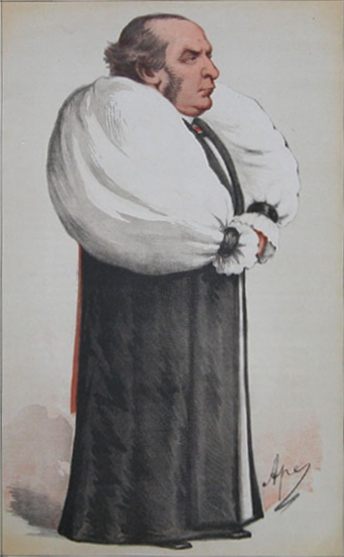
The Archbishop of Society : caricature de William Thomson par Ape parue dans Vanity Fair en 1871.